# Achytonix epipaschia
Achytonix epipaschia är en fjärilsart som beskrevs av Augustus Radcliffe Grote 1882. Achytonix epipaschia ingår i släktet Achytonix och familjen nattflyn. Inga underarter finns listade i Catalogue of Life.